# Charlotte Bonin
Charlotte Bonin (* 10. Februar 1987 in Aosta) ist eine ehemalige italienische Triathletin, zweifache Olympiastarterin (2008, 2016) und mehrfache Staatsmeisterin (Duathlon und Triathlon).

## Werdegang
2004 wurde Charlotte Bonin im Aquathlon Dritte bei der Weltmeisterschaft in Portugal (2,5 km Laufen, 1 km Schwimmen und 2,5 km Laufen).
2004 und erneut 2005 wurde sie italienische Junioren-Staatsmeisterin Triathlon.

### Staatsmeisterin Duathlon Kurzdistanz 2006
Im Jahr 2006 war Charlotte Bonin italienische Duathlon-Meisterin, 2007 und 2010 italienische Triathlon-Vizemeisterin und 2008 Triathlon-Staatsmeisterin. Charlotte Bonin gehört dem Gruppo Sportivo Fiamme Gialle an, einem Sportverein der Polizia Penitenziaria, also der Justizwache.

### Olympische Sommerspiele 2008
Bei den Olympischen Sommerspielen in Peking belegte Bonin 2008 den 44. Rang.
In Frankreich trat Charlotte Bonin 2010 für den Club Tri Club Nantais in der Club-Meisterschaftsserie Lyonnaise des Eaux an. Beim Eröffnungs-Wettkampf in Dünkirchen am 23. Mai 2010 konnte Bonin den 33. Platz erreichen und war damit unter den drei Besten, den triathlètes classants l'equipe, ihres Clubs, der ohne Französinnen antrat: Anna Maria Mazzetti wurde Siebte, Maria Pujol Perez 21., Bonin 33. und Scarlet Vatlach 42. Bei ihrem zweiten und letzten Lyonnaise-Triathlon dieser Saison in Beauvais (13. Juni 2010) wurde Bonin 17. und war damit Beste ihres Clubs, Zweitbeste des Clubs war Margie Santimaria.
Im Jahr 2011 ging Charlotte Bonin in der deutschen Bundesliga für den Club EJOT an den Start.

### Olympische Sommerspiele 2016
Charlotte Bonin qualifizierte sich für einen Startplatz bei den Olympischen Sommerspielen 2016, sie ging am 20. August in Rio de Janeiro an den Start und belegte als beste Italienerin den 17. Rang.
Im Oktober 2018 wurde die damals 31-Jährige zum dritten Mal nach 2008 und 2013 italienische Staatsmeisterin auf der Triathlon-Kurzdistanz.
2019 trat sie im Paratriathlon World Cup in Alanya als Führerin für die blinde Anna Barbaro an, die sich die Goldmedaille holte.
Seit 2019 tritt sie nicht mehr international in Erscheinung.

## Sportliche Erfolge
| Datum/Jahr    | Rang | Wettbewerb                                            | Austragungsort | Zeit     | Bemerkung                                                                                  |
| ------------- | ---- | ----------------------------------------------------- | -------------- | -------- | ------------------------------------------------------------------------------------------ |
| 22. Sep. 2019 | 1    | Triathlon Olimpico di Baldassarre                     | Chiaverano     |          | Siegerin auf dem verkürzten Kurs                                                           |
| 6. Okt. 2018  | 1    | ITA Triathlon National Championships                  | Lerici         | 02:12:17 | Italienische Staatsmeisterin                                                               |
| 17. Sep. 2016 | 31   | ITU World Championship Series 2016                    | Cozumel        | 02:03:09 | ITU-Weltmeisterschaft                                                                      |
| 20. Aug. 2016 | 17   | Olympische Sommerspiele 2016                          | Rio de Janeiro | 02:00:48 |                                                                                            |
| 9. Aug. 2014  | 10   | ITU Triathlon World Cup                               | Tiszaújváros   | 01:00:17 | hinter der Siegerin Rachel Klamer (750 m Schwimmen, 20 km Radfahren und 5 km Laufen)       |
| 6. Juli 2014  | 5    | T3 Triathlon                                          | Düsseldorf     | 01:00:18 | auf der Sprintdistanz (0,75 km Schwimmen, 20 km Radfahren und 5 km Laufen)                 |
| 28. Juni 2014 | 5    | ITU World Championship Series 2014                    | Chicago        | 01:57:04 |                                                                                            |
| 1. Sep. 2013  | 1    | ITA Triathlon National Championships                  | Sapri          | 01:54:53 | Italienische Staatsmeisterin                                                               |
| 22. Juni 2013 | 3    | Alpen-Triathlon                                       | Schliersee     |          |                                                                                            |
| 6. Okt. 2012  | 3    | ITA National Championship Sprint Distance Triathlon   | Tirrenia       | 01:01:03 | Staatsmeisterschaft auf der Sprintdistanz                                                  |
| 24. Juni 2011 | 21   | ETU Triathlon European Championships                  | Pontevedra     | 02:08:40 | Europameisterschaft                                                                        |
| 19. Sep. 2010 | 2    | ITA Triathlon National Championships                  | Verbania       | 02:21:14 | Italienische Vizestaatsmeisterin                                                           |
| 18. Aug. 2008 | 44   | Olympische Sommerspiele 2008                          | Peking         | 02:09:41 |                                                                                            |
| 2. Aug. 2008  | 1    | ITA Triathlon National Championships                  | Tarzo Revine   | 02:11:26 | Italienische Staatsmeisterin                                                               |
| 5. Aug. 2007  | 2    | ITA National Championship Sprint Distance Triathlon   | Lecco          | 01:02:07 | Vizestaatsmeisterin auf der Sprintdistanz                                                  |
| 14. Juli 2007 | 2    | ITA Triathlon National Championships                  | Tarzo Revine   | 02:14:42 | Vizestaatsmeisterin                                                                        |
| 2. Juli 2006  | 1    | ITA National Championship Sprint Distance Triathlon   | Lecco          | 01:02:21 | Staatsmeisterin auf der Sprintdistanz                                                      |
| 24. Juli 2005 | 2    | ETU Triathlon European Championship Junior Women Team | Alexandroupoli | 01:24:14 | Vizeeuropameister im Team für Italien – zusammen mit Sara Desideri und Anna Maria Mazzetti |
| 23. Juli 2005 | 2    | ETU Triathlon European Championship Junior Women      | Alexandroupoli | 01:02:20 | Vizejunioreneuropameisterin (0,75 km Schwimmen, 20 km Radfahren und 5 km Laufen)           |
| 3. Juli 2004  | 3    | ETU Triathlon European Championship Junior Women      | Lausanne       |          | Junioren-Europameisterschaft                                                               |

| Datum/Jahr   | Rang | Wettbewerb                       | Austragungsort | Zeit | Bemerkung                                                                     |
| ------------ | ---- | -------------------------------- | -------------- | ---- | ----------------------------------------------------------------------------- |
| 8. Sep. 2005 | 5    | ITU Aquathlon World Championship | Gamagōri       |      | Aquathlon-Weltmeisterschaft (2,5 km Laufen, 1 km Schwimmen und 2,5 km Laufen) |
| 2004         | 3    | ITU Aquathlon World Championship | Madeira        |      |                                                                               |

| Datum/Jahr   | Rang | Wettbewerb              | Austragungsort | Zeit     | Bemerkung                                                                        |
| ------------ | ---- | ----------------------- | -------------- | -------- | -------------------------------------------------------------------------------- |
| 6. Okt. 2019 | 1    | Paratriathlon World Cup | Alanya         | 01:13:54 | als Führerin für Anna Barbaro (750 m Schwimmen, 20 km Radfahren und 5 km Laufen) |

(DNF – Did Not Finish)